# Dicke Luft in Sacramento
Dicke Luft in Sacramento (Originaltitel: Di Tresette ce n'è uno, tutti gli altri son nessuno) ist ein grotesk-komödiantischer Italowestern von Giuliano Carnimeo (unter dem Namen Anthony Ascot) aus dem Jahr 1974. Die Fortsetzung von Kennst Du das Land, wo blaue Bohnen blüh’n? mit dem Charakter des Tresette kam am 3. April 1975, um einige Minuten gekürzt, in deutsche Kinos. Alternativtitel ist Der Dicke, das Schlitzohr und drei Halleluja.

## Inhalt
Tresette ist hinter 100.000 US-Dollar her, die Frisco Joe auf der Zugfahrt nach Yuma gestohlen wurden. Frank Faina und der trottelige Poison stecken hinter dem Raub, dessen Beute in einem Banktresor aufbewahrt wird, dessen Schlüssel wiederum in einer Irrenanstalt versteckt wird. Auch die beiden Gauner haben sich dort eingeschleust. Mit allerlei technischen Tricks und Cleverness können Tresette und sein Kumpel Bambi sich gegen die versammelten Räuber, Irren und Direktoren durchsetzen.

## Kritik
„Eine der dümmsten Italowestern-Grotesken, ohne eigentliche Handlung.“

„Das Resultat ist Scherbenkomik von beeindruckender Konsequenz, die lustig zu finden vermutlich erst nach dem fünften Joint gelingt. Neulich, im Kasperle-Theater... Der Anfang in der Klapsmühle (…) ist dermaßen abgedreht, daß kleinere Realitätsverluste beim Zuschauer auftreten können.“

Mymovies urteilt, die Geschichte sei „nur ein Vorwand für lustige Prügeleien und parodistische Szenen mit einigen netten Ideen.“

## Bemerkungen
Der deutsche Titel wurde vom US-amerikanischen Autor Thomas Weisser dahingehend interpretiert, dass im Film ein Mann namens „Dick Luft“ in Sacramento seinem Kopfgeldjäger-Gewerbe nachgehe und zog eine lange Geschichte fortgeschriebener Irrtümer nach sich.

## Synchronisation
Die Deutsche Synchron besetzte unter der Regie von Karlheinz Brunnemann, der sein Dialogbuch umsetzte:
- George Hilton: Thomas Danneberg
- Cris Huerta: Gerd Duwner
- Tony Norton: Michael Chevalier
- Memmo Carotenuto: Joachim Cadenbach
- Nello Pazzafini: Edgar Ott
- Riccardo Garrone: Christian Rode
- Renato Baldini: Kurt Mühlhardt
- Dante Maggio: Klaus Miedel
- Enzo Maggio: Gerd Martienzen
- Umberto D’Orsi: Arnold Marquis

sowie Harry Wüstenhagen, Manfred Lehmann, Paula Lepa, Heinz Petruo, Joachim Kerzel, Joachim Pukaß, Manfred Grote, Fritz Tillmann, Siegmar Schneider, Heinz Theo Branding, Hugo Schrader, Karlheinz Brunnemann und Rolf Marnitz